# إيرنيستو كورديرو أرويو
إيرنيستو كورديرو أرويو هو وزير واقتصادي وسياسي مكسيكي، ولد في 9 مايو 1968 في مدينة مكسيكو في المكسيك. نشط حزبياً في حزب العمل الوطني. وقد انتخب عضو مجلس الشيوخ المكسيكي ‏.